# 神奈川県医師会

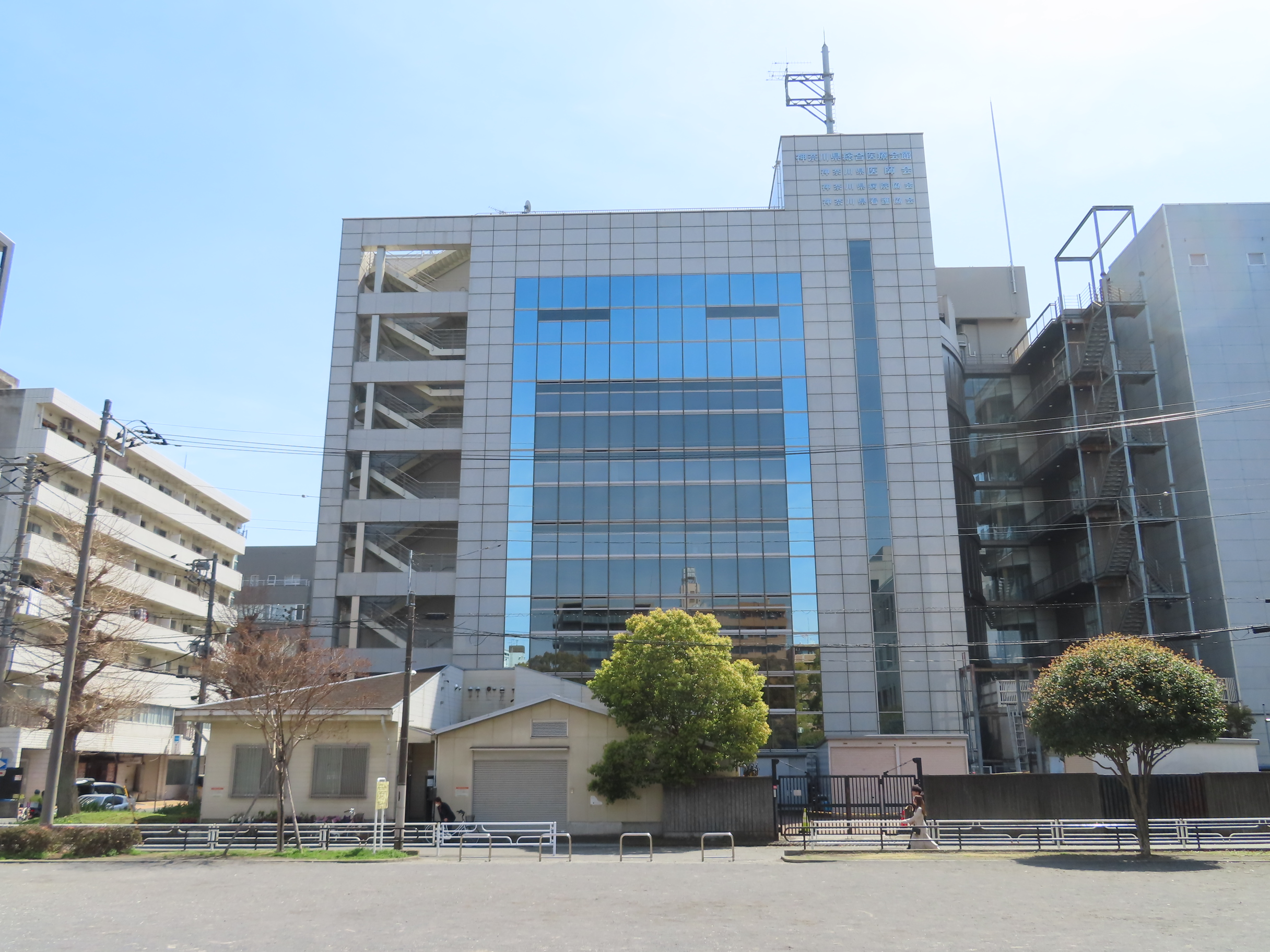
神奈川県総合医療会館。この3階に本部が入る。

公益社団法人神奈川県医師会（かながわけんいしかい、英称 Kanagawa Medical Association）は、神奈川県知事認定の神奈川県の医師を会員とする。神奈川県立衛生看護専門学校を運営している。

## 本部所在地
- 神奈川県横浜市中区富士見町3-1　神奈川県総合医療会館3階

## 郡市医師会
- 横浜市医師会
- 川崎市医師会
- 横須賀市医師会
- 鎌倉市医師会
- 平塚市医師会
- 小田原医師会
- 茅ヶ崎医師会
- 座間綾瀬医師会
- 藤沢市医師会
- 秦野伊勢原医師会
- 足柄上医師会
- 厚木医師会
- 逗葉医師会
- 相模原市医師会
- 大和市医師会
- 三浦市医師会
- 中郡医師会
- 海老名市医師会